# Hollywood Sex Fantasy
Pour plus de détails, voir Fiche technique et Distribution.
Hollywood Sex Fantasy est un film érotique américain réalisé par Kelley Cauthen, sorti en 2001.

## Synopsis
C'est l'histoire d'une star d'Hollywood qui est fatiguée de son style de vie somptueux.

## Fiche technique
- Titre : Hollywood Sex Fantasy
- Titre français : Fantasmes à Hollywood
- Réalisation : Kelley Cauthen
- Scénario : Leland Zaitz
- Producteur : Jennifer M. Byrne
- Producteur exécutif : Kelley Cauthen
- Production : Indigo Entertainment
- Distributeur :
- Musique : Nicholas Rivera
- Pays d'origine :  États-Unis
- Langue d'origine : Anglais américain
- Genre : Comédie romantique, érotique
- Durée : 1 h 39
- Date de sortie : 2001 aux États-Unis

## Distribution
- Robert Allen : Lou
- Marklen Kennedy : Cameron / Tim
- Tracy Ryan : Jennifer (créditée comme Tracy Angeles)
- Zay Harding (en) : Sam (crédité comme Zak Harding)
- Teanna Kai : Sue
- Catalina Larranaga : Karen
- Kelli McCarty : Jenkins
- Sasha Peralto : Carrie
- Rudy Reynolds : Steve
- Jewel Valmont : Cindy (créditée comme Ava Vincent)
- Keri Windsor : Jessica
- Miyoko Fujimori : Lisa (créditée comme Flower Edwards)